# 混合對數伽瑪
混合对数伽马（英语：Hybrid Log-Gamma，简称HLG）是一种用于高动态范围（HDR）显示的传递函数。HLG 的特点是能够与标准动态范围（SDR）显示向后兼容，使其适用于传统广播、相机录像和现代HDR内容。
HLG 由电波产业会（ARIB）批准为 ARIB STD-B67 标准，并被应用于 ATSC 3.0、数字视频广播（DVB）UHD-1 第 2 阶段以及国际电信联盟（ITU）的 Rec. 2100 标准中。

## 特点
HLG 是一种 HDR 格式，结合了 HLG 传递函数、Rec. 2020 色彩空间和 10 位色深。它的设计目标是与 SDR UHDTV 兼容，但不完全适用于无法解析 Rec. 2020 色域的传统 SDR 显示设备。
HLG 传递函数和格式均为免版税技术。由于 HLG 兼容 Rec. 2020 色域容器，因此可以与现有的传输标准一起使用，有助于降低设备制造商和内容发布商的成本与复杂性。

## 描述
HLG 的設計更適合電視廣播，因其他 HDR 格式（如PQ）所需的元數據（Metadata）不會向後相容於非 HDR 顯示器，會消耗額外的頻寬，並且還可能在傳輸中變得不同步或畫面損壞和色彩失真。 HLG定義了非線性光電傳遞函數，其中訊號值的上半部使用對數曲線，訊號值的下半部使用伽瑪曲線。實際上，標準動態範圍顯示器將訊號解釋為正常訊號（儘管能夠在高光中顯示更多細節），但 HLG 相容顯示器可以正確解釋訊號曲線的對數部分，以提供更寬的動態範圍。與其他 HDR 格式相比，它不使用元數據。
HLG傳遞函數向後相容SDR的伽瑪曲線。然而，HLG 通常與 Rec. 2020 一起使用。在不相容的裝置上產生具有明顯色調變化的去飽和影像。因此，HLG 向後相容於 SDR- UHDTV（Rec. 709），並且可以在僅支援 Rec. 26 的常見 SDR 裝置上顯示顏色。

## 另見
- 高动态范围成像
- 高动态光照渲染

## 外部連結
- ARIB STD-B67 （页面存档备份，存于）
- T. Borer and A. Cotton, “獨立於顯示”的高動態範圍電視系統 （页面存档备份，存于）, BBC 研究與發展白皮書 WHP 309，2015 年 9 月